# Ван дер Бейл, Анне
Анне ван дер Бейл (нидерл. Anne van der Bijl, 11 мая 1928, Синт-Панкрас — 27 сентября 2022, Хардервейк, Гелдерланд), известный в англоязычных странах как брат Эндрю (англ. Brother Andrew), — нидерландский христианский миссионер, известный контрабандой Библий в коммунистические страны в разгар Холодной войны. За свою деятельность он получил прозвище «Божий контрабандист». Он был известен тем, что молился «Господи, сделай зрячих слепыми», когда его остановили на границе коммунистической страны для проверки его машины.

## Биография
Ван дер Бейл родился в Синт-Панкрасе, Нидерланды, и был четвёртым из шести детей бедного, почти глухого кузнеца и матери-инвалида. Он сказал Джону и Элизабет Шерил, когда они записывали его воспоминания для своей книги «Контрабандист Бога»: «С того дня, как я впервые надел деревянные туфли — кломпен, как мы называем их в Голландии, — я мечтал о безрассудстве».
В 1940-х годах он записался в колониальную армию Голландской Ост-Индии во время восстания, которое в конечном итоге сформировало Индонезию, первое приключение поначалу имело неприятные результаты; он пережил период сильного эмоционального стресса, когда служил солдатом. Во время боя он был ранен в лодыжку; во время реабилитации он одержимо читал Библию и в конце концов обратился в христианство. Ван дер Бейл учился в миссионерском колледже WEC в Глазго, Шотландия.

## Служение
В июле 1955 года Эндрю ван дер Бейл посетил коммунистическую Польшу, «чтобы посмотреть, как поживают мои братья», имея в виду тамошнюю подпольную церковь. Он записался на контролируемое правительством коммунистическое турне, единственный законный способ находиться в стране. В то время он почувствовал призыв ответить на библейское поручение: «Пробудись, укрепи то, что осталось и вот-вот умрёт» Откр. 3:2. Это было началом миссии, которая привела его в несколько коммунистических стран, в которых религиозные убеждения активно преследовались. 
В 1957 году он поехал в столицу Советского Союза Москву на Volkswagen Beetle, ставшем впоследствии символом организации Open Doors, которую он основал. Пожилая пара, Уэтстры, подарила ему свою новую машину, потому что они молились об этом и верили, что Эндрю понадобится машина. Карл де Грааф, живший в Амерсфорте, утверждал, что Бог велел ему научить Ван дер Бейла водить машину. Позже, когда Ван дер Бейл находился в лагере беженцев в Западной Германии, Филип Уэтстра позвонил Ван дер Бейлу, чтобы тот приехал в новый дом Уэтстра в Амстердаме. Хотя Ван дер Бейл нарушал законы всех стран, которые он посетил, принося религиозную литературу, он часто помещал этот материал в поле зрения, когда его останавливали на полицейских контрольно-пропускных пунктах, как жест своего доверия тому, что он считал Божьей защитой. Это было воплощением его детских мечтаний о безрассудстве.
Ван дер Бейл посетил Китай в 1960-х годах, после того как Культурная революция привела к враждебной политике по отношению к христианству и другим религиям, во время так называемого бамбукового занавеса. Он уехал в Чехословакию, когда подавление советскими войсками Пражской весны положило конец относительной религиозной свободе там. Он ободрял чешских верующих и раздавал Библии оккупационным силам. В течение этого десятилетия он также совершил свои первые визиты на Кубу после Кубинской революции, что было проще, чем в восточноевропейские страны, так как для граждан Нидерландов не требовались визы.

### Божий контрабандист
В 1967 году он опубликовал первое издание «Контрабандиста Бога», написанное вместе с Джоном и Элизабет Шерил. «Контрабандист Бога» рассказывает историю его раннего детства, обращения в христианство и приключений контрабандиста Библии за железным занавесом. К 2002 году было продано более 10 миллионов копий на 35 языках. Адаптация комиксов «Контрабандист Бога» была опубликована в 1972 году издательством Spire Christian Comics.

## Ближний Восток
После падения коммунизма в Европе Ван дер Бейл переключил своё внимание на Ближний Восток и работал над укреплением церкви в мусульманском мире. В 1970-х годах он несколько раз посещал раздираемый войной Ливан, заявляя, что «глобальный конфликт в последние времена будет сосредоточен на Израиле и соседних с ним странах».

### Сила Света и Тайные Верующие
В 1990-х Ван дер Бейл снова несколько раз путешествовал по Ближнему Востоку. В своей книге «Светлая сила» он рассказывает об арабских и ливанских церквях в Ливане, Израиле и на оккупированных Израилем территориях, которые выражали огромное удовольствие от простого визита брата-христианина из-за границы, поскольку они чувствовали, что церковь в западном мире в целом игнорирует их. Он также осуждал американские вторжения в Афганистан (2001) и Ирак (2003), а также их поддержку среди американских евангельских христиан.
Аналогичным образом Ван дер Бейл и его компаньон Аль Янссен посетили лидеров ХАМАС и ООП, включая Ахмеда Ясина и Ясира Арафата, и раздавали Библии. Арафат разрешил ему открыть христианскую книжную лавку в секторе Газа.
Десятая книга Ван дер Бейла «Тайные верующие: что происходит, когда мусульмане верят в Христа» была выпущена 1 июля 2007 года.